# Нікушор Дан
Нікушор Данієль Дан (рум. Nicușor Daniel Dan; нар. 20 грудня 1969, Фегераш) — румунський політик, математик і громадський активіст, шостий Президент Румунії за результатами виборів 2025 року. З 2020 по 2025 рік був мером Бухареста.
Народився в місті Фегераш Брашовського повіту, в юності здобув міжнародне визнання як математик, отримавши золоті медалі на Міжнародних математичних олімпіадах 1987 та 1988 років, а в 1998 році здобув ступінь доктора філософії в Університеті Париж XIII.
Після повернення до Румунії Дан заснував Școala Normală Superioară București, установу, що має на меті спрямувати найталановитіших румунських студентів на наукові дослідження, та став громадським активістом. У 2015 році він заснував Союз порятунку Бухареста, який виступає за боротьбу з корупцією та збереження культурної спадщини, що привело його в політику. Через рік він став співзасновником Союзу порятунку Румунії (USR), але у 2017 році вийшов з партії через її прогресивні зміни, віддавши перевагу більш консервативному, антикорупційному напряму. Дан працював у Палаті депутатів з 2016 року, а потім був обраний першим незалежним мером Бухареста у 2020 році і виграв переобрання у 2024 році. Він зосереджений на громадській інфраструктурі та прозорості, попри критику щодо затримок у будівництві.
Дан балотувався як незалежний кандидат на президентських виборах у Румунії 2025 року і здобув 21 % голосів у першому турі; у другому турі, який відбувся 18 травня, він зустрівся із засновником Альянсу за союз румунів (AUR) Джорджем Сіміоном й переміг його, отримавши 53,6 % голосів.

## Біографія
Народився у місті Фегараш Брашовського повіту, навчався у середній школі імені Раду Негру в рідному місті, яку закінчив у 1988 році. Він посів перше місце на Міжнародних математичних олімпіадах у 1987 та 1988 роках з відмінними оцінками. У віці 18 років Дан переїхав до Бухареста і почав вивчати математику в Бухарестському університеті.
У 1992 році він переїхав до Франції, щоб продовжити вивчення математики: вступив до Вищої нормальної школи, однієї з найпрестижніших французьких шкіл, де здобув ступінь магістра. У 1998 році Ден захистив докторську дисертацію з математики в Університеті Париж XIII.

### Активізм
У 1998 році Дан заснував асоціацію «Молодь за громадянську дію» (Asociația «Tinerii pentru Acțiune Civică»), для якої він хотів зібрати тисячу молодих людей, які хотіли змінити Румунію, що було його заявленою метою після повернення в країну.
Дан заснував Асоціацію «Врятуймо Бухарест» («Salvați Bucureștiul») у 2006 році як реакцію на знесення будинків архітектурної спадщини та будівництво багатоповерхівок у заповідних районах Бухареста, а також на зменшення кількості зелених зон у Бухаресті.

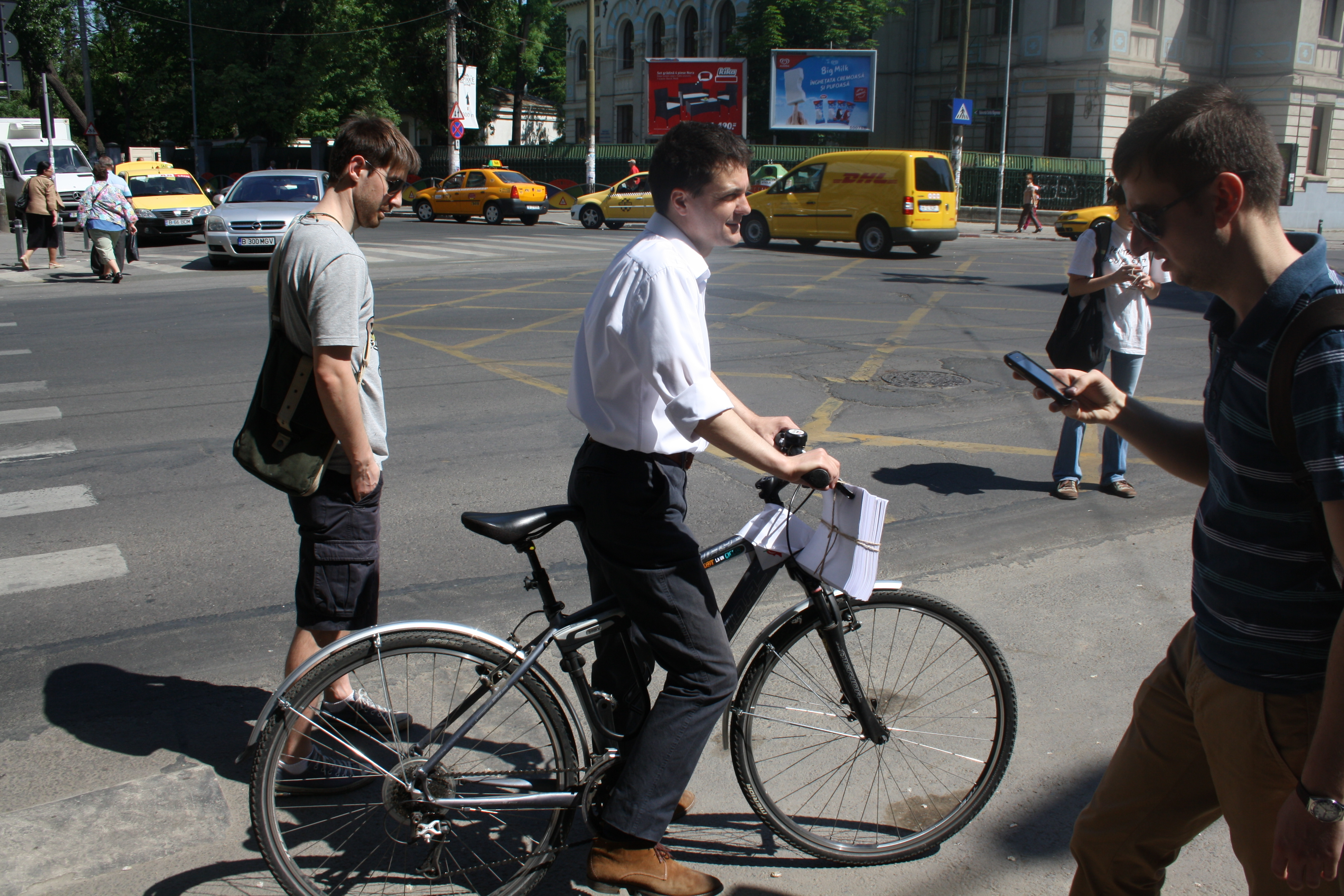
Дан на велосипеді під час виборчої кампанії на посаду мера Бухареста у 2012 році

### Рання політична кар'єра
Дан вперше оголосив про свою кандидатуру на посаду мера Бухареста в листопаді 2011 року в кафе на вулиці Артура Верона, де було лише кілька гостей, серед яких був Теодор Палеологу, історик і член парламенту. Його кандидатуру підтримали Андрей Плешу та Крістіан Преда.
Зареєструвавши Союз порятунку Бухареста як політичну партію у 2015 році, Дан знову балотувався на посаду мера Бухареста у 2016 році. Цього разу вибори проходили в один тур. Він набрав 30,52 % голосів, програвши кандидату від соціалістів Габріелі Фіреі, яка набрала 42,97 % голосів.
Отримавши третину голосів на місцевих виборах 2016 року, Дан оголосив, що Союз порятунку Бухареста змінить свою назву на Союз порятунку Румунії, змістивши фокус своєї діяльності на загальнонаціональну арену. Він також оголосив про плани нової партії взяти участь у парламентських виборах того ж року.
З Даном на чолі списку кандидатів, Союз отримав 8,92 % голосів на виборах до Сенату і 8,87 % до Палати депутатів, що зробило їх третьою за величиною партією в Румунії. Цей результат також означав, що Дан став членом Палати депутатів. У 2017 році вийшов з партії через її прогресивні зміни та протистояння Конституційному референдуму щодо визначення поняття «родина».

### Мер Бухареста (з 2020 року)
У травні 2019 року він оголосив про свої плани знову балотуватися на посаду мера Бухареста як незалежний кандидат. Дан зазначив, що, хоча він сподівається, що його кандидатуру підтримає решта опозиційних партій, він не буде балотуватися проти іншого спільного кандидата, не бажаючи розділяти голоси опозиції.
Зрештою, його підтримали як Союз порятунку, так і Національна ліберальна партія (PNL). Він виграв вибори з перевагою в 42,81 % проти Габріели Фіреї (37,97 %), колишнього мера. Був переобраний на посаду мера у 2024 році, набравши приблизно 48 % від загальної кількості голосів.

### Президентські вибори

Дан і Джордже Сіміон під час своїх єдиних телевізійних дебатів, 8 травня 2025 року

16 грудня він оголосив про висунення своєї кандидатури на президентських виборах у Румунії 2025 року, після того, як вибори 2024 року були анульовані через втручання Росії на користь переможця першого туру Келіна Джорджеску. Його заява стала несподіванкою для багатьох, оскільки раніше він висловлював намір працювати принаймні ще один термін на посаді мера Бухареста до виборів, заявляючи, що йому «знадобиться щонайменше 2-3 терміни, щоб навести лад у Бухаресті». Ця зміна планів також призвела до конфлікту з Еленою Ласконі, колишньою прихильницею Дана, яка посіла друге місце в першому турі виборів, що не відбулися у 2024 році. Широко поширена думка, що Ласконі та Дан апелювали до схожих демографічних груп виборців, оскільки обидва орієнтувалися на ліберальні, прогресивні, помірковані, проєвропейські табори, а також табори, що виступають проти СДП/НПН. Як наслідок, їхнє одночасне висунення могло розділити цю базу виборців. Конституційний суд затвердив його кандидатуру 16 березня разом з кандидатурами Джорджа Сіміона та Віктора Понти[джерело?].
Дан посів друге місце в першому турі голосування 4 травня з 20,99 % голосів. 18 травня він зустрівся з Джорджем Сіміоном у другому турі, вигравши президентські вибори з 53,6 % голосів.

## Політичні позиції

### Геополітична орієнтація
Дан відстоює прозахідні погляди, наголошуючи на інтеграції Румунії до Європейського Союзу та НАТО як наріжних каменях економічного прогресу та національної безпеки.
У своїй президентській кампанії 2025 року Дан позиціює себе як захисник західних демократичних цінностей; він підтримує присутність NATO в Румунії, особливо на тлі російського вторгнення в Україну, різко контрастуючи з націоналізмом і євроскептицизмом Джордже Сіміона.
Однак Дан зіткнувся зі звинуваченнями у зв'язках з бізнесменом Матеєм Пауном, якого пов'язували з російськими та білоруськими фірмами та олігархами.

### Права ЛГБТ
2000 року в статті, опублікованій в консервативному тижневику «Дилема віче», Дан заявив про своє неприйняття «гомосексуальної поведінки в громадських місцях Румунії». Він розцінив це як «напад на традиційні цінності», а отже, на свою «законну колективну ідентичність». Ці заяви продовжують з'являтися з моменту початку його політичної кар'єри, особливо під час його широко розрекламованого виходу з партії «Союзу порятунку Румунії». Дан неодноразово відмежовувався від своїх попередніх заяв, стверджуючи, що він не є гомофобом і що його думка з цього приводу значно змінилася протягом наступних років.

### Ймовірна співпраця з Секурітате
В травні 2024 року, напередодні місцевих виборів, з'явився так званий документ «Секурітате», датований липнем 1988 року, який детально описує співпрацю Дана з таємною поліцією режиму Чаушеску. Документ містив надану Даном інформацію про його старшокласників, які брали участь у Міжнародних математичних олімпіадах 1987 і 1988 років.
Дан заперечував його автентичність, стверджуючи, що мав мінімальні контакти з тогочасною владою. Лідер СДП і прем'єр-міністр Марчел Чолаку поставив під сумнів правдивість документа, відзначивши його незвично відшліфовану структуру. Національна рада з вивчення архівів Секурітате (CNSAS) визнала його підробкою, посилаючись на неправильні дати, нетипові вирази та стиль написання, що не відповідає друкарським машинкам, які використовувала Секурітате, в тому числі відсутність діакритичних знаків, характерних для справжніх документів тієї епохи.